# Раевский, Пётр Михайлович
Пётр Миха́йлович Рае́вский (1883—1970) — русский офицер, издатель 5-томного «Архива Раевских».

## Биография

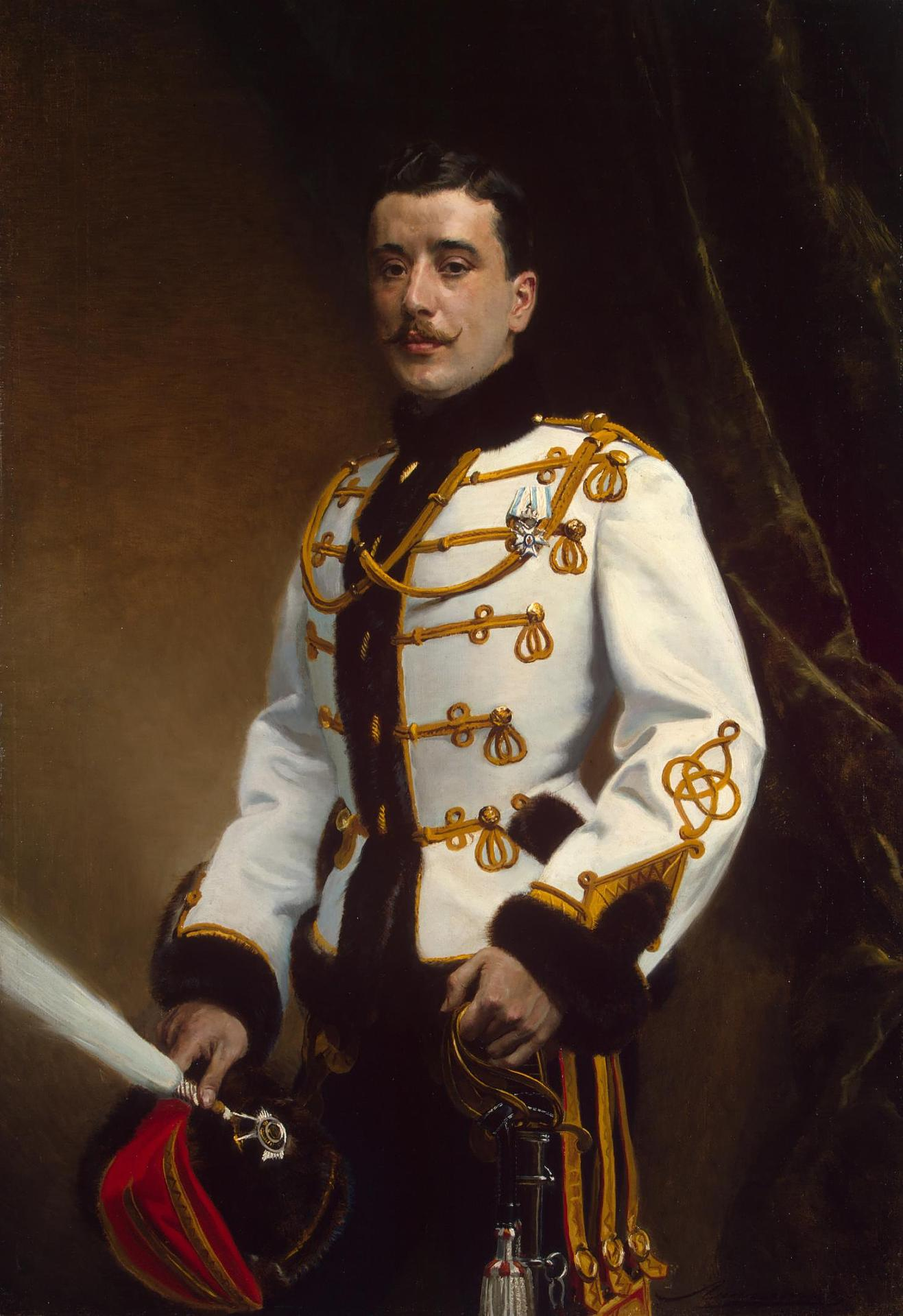
Э. Липгарт. Портрет корнета лейб-гвардии Гусарского полка П.М. Раевского

Из дворян Киевской губернии. Сын генерал-майора Михаила Николаевича Раевского и жены его княжны Марии Григорьевны Гагариной. Правнук героя Отечественной войны 1812 года генерала Н. Н. Раевского, потомок М. В. Ломоносова.
Окончив Царскосельскую гимназию в 1902 году, поступил в Санкт-Петербургский университет, где прослушал пять семестров. Затем в 1905 году поступил вольноопределяющимся в 4-й эскадрон лейб-гвардии Гусарского Его Величества полка. В 1906 году выдержал офицерский экзамен при Павловском военном и Николаевском кавалерийском училищах и 5 августа того же года произведён был корнетом, с назначением младшим офицером лейб-гвардии Гусарского полка.
В 1909 году вышел в отставку в чине поручика и причислен был к Главному управлению землеустройства и земледелия. Во время Бородинских торжеств 26 августа 1912 года за заслуги своего деда пожалован придворным званием «в должности церемониймейстера». Кроме того, состоял кандидатом предводителя дворянства Ялтинского уезда, почётным мировым судьёй Чигиринского и Новохопёрского уездов, а также членом Воронежской и Тульской учёных архивных комиссий, членом Русского военно-исторического общества и Неаполитанского общества отечественной истории. В 1908—1915 годах издал пятитомный «Архив Раевских».
С началом Первой мировой войны состоял уполномоченным 8-го передового отряда. 6 июня 1915 года был определён в 5-й Уральский казачий полк с переименованием в хорунжие и назначением младшим офицером. За боевые отличия был награждён четырьмя орденами и 27 февраля 1916 года произведён в сотники. 6 октября 1916 года назначен в распоряжение походного атамана всех казачьих войск великого князя Бориса Владимировича, с зачислением по Уральскому казачьему войску. Занимал должность начальника конвоя походного атамана. После Февральской революции, 14 марта 1917 года арестован в Петрограде с прапорщиком В. А. Безобразовым (великий князь и его штаб были арестованы по доносу проводника вагона-ресторана в поезде походного атамана). Об освобождении Раевского безуспешно ходатайствовал кадет В. А. Маклаков. Наконец, в ночь с 30 на 31 марта Петр Михайлович был отпущен, а затем последовало освобождение и остальных арестованных. 23 июня 1917 года уволен в отставку, по болезни, в чине подъесаула.
В Гражданскую войну участвовал в Белом движении в составе Вооружённых сил Юга России, был произведён в штабс-ротмистры.
В эмиграции в Югославии, затем во Франции. Жил в Ницце. Был деятельным членом Союза русских дворян, входил в Совет и родословную комиссию этого объединения. В 1967 году опубликовал статью «Из записок и воспоминаний о первых днях революции в 1917 году» в журнале «Военно-исторический вестник». Скончался в 1970 году. Похоронен на Русском кладбище Кокад.
С 27 апреля 1908 года был женат на Софье Павловне Ферзен (1888—1927), брак был расторгнут в 1916 году. С 28 сентября 1921 года был женат на Зоре-Софии Миливоевне (Юрьевне) Чернадак (Цернадак) (1881—1971), их сын Михаил (р. 1924).

## Награды
- Орден Святой Анны 4-й ст. с надписью «за храбрость» (4.11.1915);
- Орден Святого Станислава 3-й ст. с мечами и бантом;
- Орден Святого Станислава 2-й ст. с мечами (27.11.1915);
- Орден Святой Анны 2-й ст. с мечами (27.11.1915).

Иностранные:
- сербский Орден Святого Саввы 5-й ст. (15.1.1907)